# Гробница Иштвана Ивањија у Суботици
Гробница Иштвана Ивањија у Суботици изграђена је у првој половини 20. века и убраја се у споменике културе од великог значаја.

## Иштван Ивањи
Гроб историчара Иштвана Ивањија (Лугош, 1845 – Суботица, 1917) налази се на Бајском гробљу. Културни прегалац, Ивањи је био постављен за професора у гимназији, 1875. године и значајно је допринео оживљавању просвете и културе у Суботици. Оснивач је Професорске (1881), Ученичке (1882) и Градске библиотеке. Почео је 1890. године да објављује Годишњак Суботичке библиотеке. Написао је монографију Историја Суботице, Историју Бачкободрошке жупаније као и бројне текстове о историји овог краја.

## Опис гробнице
Над гробним местом је једноставна надгробна плоча вертикално усађена изнад главе покојника, у облику стилизоване стеле са уписаним основним подацима у централном правоугаоном пољу. На архитравној греди надвишеној троугластим завршетком у облику тимпанона налази се у центру представа крста са тролисним завршецима. Профилисани бочни делови асоцирају на стилизоване стубове. Такво надгробно обележје има порекло у римској стели и античкој грчкој надгробној капели у виду стилизованог храма.